# A.Ş.K.
A.Ş.K (lit. Amor) é uma série de televisão turca produzida pela Gold Film e exibida pelo Kanal D nos dias de quarta-feira, entre 25 de setembro a 30 de dezembro de 2013, em 13 episódios. Escrita por Evren Şit e Serdar Soydan, tem direção de Ömür Atay com direção artística de Zafer Kanyilmaz, Aysegul Ciftci e Tolga Cosguntuna. Em seu elenco conta com Nebahat Çehre, Hazal Kaya, Hakan Kurtaş, Kaan Urgancıoğlu, Aslı Tandoğan, Erkan Can, Sevtap Özaltun, Nihal Koldaş, Tugay Mercan, Osman Akça, Güneş Emir, Elit İşcan, Servet Pandur, Gökay Müftüoğlu e Kenan Ece.

## Sinopse
Azra Özak (Hazal Kaya) é uma jovem treinadora de tênis ambiciosa. Juntamente com seu namorado Kerem (Hakan Kurtaş), ela trabalha em uma academia de esportes exclusiva. Suas vidas mudam drasticamente quando se encontram com Şebnem Vural (Aslı Tandoğan), um jovem milionário. Um dia, Şebnem desmaia durante uma aula de tênis e seu segredo é revelado; sofre de leucemia e em breve morrerá. Azra descobre isso e planejará um plano para herdar a fortuna de Şebnem. 

## Elenco
- Hazal Kaya como Azra Özak
- Aslı Tandoğan como Şebnem Vural
- Hakan Kurtaş como Kerem Gürsoy
- Nebahat Çehre como Neslihan Vural
- Kaan Urgancıoğlu como Can Vural
- Tugay Mercan como Orhan
- Sevtap Özaltun como Ece
- Kenan Ece como Hakan Yıldız
- Nihal Koldaş como Sırma Gürsoy
- Elit İşcan como Semra Özak
- Servet Pandur como Müzeyyen Özak
- Şebnem Köstem como Sedef
- Erkan Can como Rıza Gürsoy
- Osman Akça como Hasan
- Güneş Emir como Melis
- Gökay Müftüoğlu como Fırat
- Atilla Karagöz como Dr. Selim

## Exibição internacional
| País/região          | Canal                  | Estreia                |
| -------------------- | ---------------------- | ---------------------- |
| Turquia              | Kanal D                | 25 de setembro de 2013 |
| Paquistão            | Urdu 1                 | 4 de fevereiro de 2014 |
| Irão                 | Gem TV                 | 12 de abril de 2014    |
| Argentina            | TelefeCanal 9 Televida | 25 de setembro de 2015 |
| Bulgária             | bTV Lady               | 2015/2016              |
| Arábia Saudita       | MBC4                   | Outubro de 2016        |
| Peru                 | Latina Televisión      | 20 de dezembro de 2016 |
| Colômbia             | Caracol Televisión     | —                      |
| República Dominicana | Antena 7               | —                      |
| America Latina       | Kanal D Drama          | —                      |